# LPU Wirus 2
LPU Wirus 2 (Lekki Pojazd Uderzeniowy Wirus 2) – polski lekki pojazd uderzeniowy opracowany przez firmę Concept oraz Polski Holding Obronny. Zmodernizowana wersja pojazdu LPU-1 Wirus. Zaprezentowany na targach Międzynarodowego Salonu Przemysłu Obronnego w 2014 roku. Pojazd zmodyfikowano w oparciu o uwagi i doświadczenie wykorzystane w programie testów realizowanych między innymi przez żołnierzy Wojsk Specjalnych.

## Opis techniczny
W stosunku do poprzednika – LPU-1 Wirus, pojazd posiada duże zmiany w konstrukcji nadwozia. Zamiast klatki bezpieczeństwa, będącej podstawą całej konstrukcji, zastosowano jednoelementowe nadwozie, montowane do płyty podłogowej, która została poszerzona o 50 cm, co polepszyło stabilność pojazdu oraz zdolność przenoszenia ładunku. Panele balistyczne osłaniające załogę przed ostrzałem stały się integralną częścią nadwozia a stanowisko strzelca częściowo zabudowano poprzez instalację osłony balistycznej oraz dodatkowych zasobników na amunicję. 
Z tyłu i z boków pojazdu dodano możliwość instalacji plandek, zasłaniających odkrytą we wcześniejszym modelu załogę. Przekonstruowano przód pojazdu, zmieniając profil maski, nadkoli i osłony chłodnicy. Pozwoliło to na zwiększenie kąta natarcia pojazdu. Zabiegi te spowodowały powiększenie prześwitu Wirusa, a co za tym idzie, spowodowało to zwiększenie się możliwości terenowych. Możliwości przenoszenia ładunku została powiększona poprzez instalacje dodatkowych koszy, umieszczonych z boków i z tyłu pojazdu. Tylna platforma ładunkowa wraz z koszami jest odczepiana. Przeprowadzone modyfikacje sprawiły jednak że masa pojazdu nie uległa zmianie.